# Trematopygus
Trematopygus is een geslacht van insecten uit de orde vliesvleugeligen (Hymenoptera) en de familie Ichneumonidae.

## Soorten
- T. apertor Hinz, 1986
- T. bicolor Rudow, 1883
- T. chabarovski Hinz, 1986
- T. dubitor Hinz, 1982
- T. helleni Hinz, 1982
- T. hemikrikos Sheng & Su, 1996
- T. horvathi (Kiss, 1926)
- T. horwathi (Kiss, 1926)
- T. irkutski Hinz, 1986
- T. koreator Hinz, 1986
- T. lethierryi Thomson, 1894
- T. melanocerus (Gravenhorst, 1829)
- T. micrator Hinz, 1986
- T. nigricornis Holmgren, 1857
- T. punctatissimus (Strobl, 1903)
- T. rufator Hinz, 1986
- T. ruficornis (Zetterstedt, 1838)
- T. rufiventris Rudow, 1883
- T. semirufus (Cresson, 1864)
- T. spiniger Hinz, 1976
- T. terebrator Hinz, 1986
- T. triangulator Aubert, 1981
- T. vellicans (Gravenhorst, 1829)
- T. vellicator Hinz, 1986